# Dendrobium bracteosum
Dendrobium bracteosum — вид многолетних трявянистых растений семейства Орхидные (Orchidaceae).
Вид не имеет устоявшегося русского названия, в русскоязычных источниках используется научное название Dendrobium bracteosum.

## Синонимы
По данным Королевских ботанических садов в Кью:
- Pedilonum bracteosum (Rchb.f.) Rauschert, 1983
- Dendrobium chrysolabrum Rolfe, 1889
- Dendrobium novae-hiberniae Kraenzl., 1894
- Dendrobium dixsonii F.M.Bailey, 1899
- Dendrobium dixsonii var. eborinum F.M.Bailey, 1899
- Dendrobium bracteosum var. album Sander, 1901
- Dendrobium bracteosum var. roseum Sander, 1901
- Dendrobium trisaccatum Kraenzl. in H.G.A.Engler (ed.), 1910
- Dendrobium eitapense Schltr., 1912
- Dendrobium quadrialatum J.J.Sm., 1922
- Dendrobium leucochysum Schltr., 1923
- Pedilonum eitapense (Schltr.) Rauschert, 1983
- Pedilonum leucochysum (Schltr.) Rauschert, 1983
- Pedilonum quadrialatum (J.J.Sm.) Rauschert, 1983

## Естественные вариации
По данным Missouri Botanical Garden.
- Dendrobium bracteosum var. album Sander 1901
- Dendrobium bracteosum var. roseum Sander 1901

В базе данных Королевских ботанических садов в Кью, эти вариации входят в синонимию Den. bracteosum.
С 2006 года орхидные фермы начали продажи незарегистрированной вариации Den. bracteosum под названиями Den. tannii или Den. bracteosum var. tannii. От номинальной формы вариация отличается более мелкими размерами вегетативной части, бордовым цветом губы и мелкими деталями строения цветка.

## Биологическое описание
Симподиальные вечнозелёные или листопадные растения средних размеров.
Псевдобульбы круглые в сечении, сужающиеся на конце и у основания, до 40 см длиной.
Листья линейно-ланцетные, на конце заострённые, 4-8 см длиной, расположены по всей длине псевдобульбы, держатся около двух лет.
Соцветие — повисающая плотная кисть; образуются как на облиствённых, так и на безлистных вызревших псевдобульбах. Соцветие несёт от 5 до 15 цветков.
Цветки белого, жёлтого или розового цвета с ярко-оранжевой заострённой губой, ароматные, не увядают несколько месяцев, около 2,5 см в диаметре.

## Ареали экология
Папуа-Новая Гвинея.
Эпифит в вечнозелёных и мангровых лесах, на высотах от 0 до 600 метров над уровнем моря, часто вдоль рек и морского побережья.
Относится к числу охраняемых видов (II приложение CITES).

## В культуре
Температурная группа — тёплая.
Посадка на блок при наличии высокой относительной влажности воздуха и ежедневного полива, а также в горшок или корзинку для эпифитов. Субстрат не должен препятствовать движению воздуха. Состав субстрата — сосновая кора средней и крупной фракции. Полив по мере просыхания субстрата.
Период покоя выражен слабо.
Освещение: яркое рассеянное.